# 東城和實
東城和實（1962年11月19日—）是日本的女性漫畫家。星座是天蝎座，出生于广岛县三原市。

## 作品
漫画
- 東城和實選集選集系列
  1. 禁區、全1冊、原名
  2. 青春的烙痕、全1冊、原名
  3. 白晝之月、全1冊、原名
  4. 全是愛情惹的禍、全1冊、原名
  5. 異形之影、全1冊、原名
- 參見!!獅子王丸晶大人、全1冊、原名
- 妳是我的太陽、全2冊、原名
- 羽球王子 !!、全2冊、原名
- 黑色郁金香系列（日语：黒いチューリップ_(漫画)）
  1. 津轻海峡冬景色、全1冊
  2. 恋之奴隶、全1冊、原名
  3. 、全1冊、原名
  4. 、全1冊、原名
  5. 、全1冊、原名
  6. 、全1冊、原名
- 爱情二重奏
- 赤蚀

## 外部連結
- しあわせくんはどこだ 東城和実公式サイト
- 東城和實的X（前Twitter）
- pixiv （页面存档备份，存于）
- Ｊコミ無料配信中作品 （页面存档备份，存于） - Jコミ